# زیرزمین (مشگین‌شهر)
زیرزمین روستایی است که در استان اردبیل، شهرستان مشگین‌شهر، بخش مرکزی، دهستان مشگین غربی قرار دارد.

## جمعیت
بر اساس سرشماری سال ۱۳۸۵ جمعیت این روستا ۴۲۵ نفر با ۹۲ خانوار بوده است.